# 4292 Аоба
4292 Аоба (1989 VO, 1938 QE, 1955 KK, 1957 WH2, 1959 ES, 1979 QW2, 1986 AB1, 1988 PX3, 4292 Aoba) — астероїд головного поясу, відкритий 4 листопада 1989 року.
Тіссеранів параметр щодо Юпітера — 3,342.